# 어도비 프리핸드
어도비 프리핸드 (Adobe FreeHand)는 매크로 미디어 (구 알두스 제품) 회사 (현 어도비사)가 개발하고 있던, 2D의 벡터 이미지 편집 소프트웨어이다.
당초, 알트시스에 의해 개발이 개시되어 알두스가 판매를 담당하고 있었다. 경합 제품에 어도비 일러스트레이터가 있었지만, 프리핸드의 판매원 알두스가 경합 제품의 어도비 일러스트레이터를 개발하는 어도비 시스템즈에 매수되어 버린 적도 있어, 매크로 미디어가 획득한다. 그 후 더욱 어도비 시스템즈에 매크로 미디어가 매수된 것에 의해, 프리핸드의 개발은 MXa (버전 11.01)로 종료했다. 또한 11.01에 한정해, 제품 활성화를 필요로 한다 (11.0으로는 불요).
프리뷰 표시로의 편집 기능이나, 레이어, RGB 색지정을 서포트한 것은 프리핸드가 빨랐다. 단일 페이지 밖에 서포트하지 않는 일러스트레이터에 비해, 프리핸드는 복수 페이지를 서포트한다는 이점이 있었다. 퍼스펙티브 가이드 등, 독자적인 아이디어도 있었다. 한편, 묘화시의 앤티에일리어싱 표시가 좀처럼 서포트되지 않거나, 일러스트레이터의 패스 파인더에 상당하는 패스의 논리 연산 기능이 엑스트라로서 실장되어 있거나, 시대착오인 면도 많이 볼 수 있었다. 이는 개발원이 잇따르는 매수에 의해, 오히려 개발이 정체했던 것이 큰 요인이다. 최후는 경합 제품을 가지는 어도비 일러스트레이터에 벤더가 매수되어 사라져 갔다.